# Robert Sobukwe

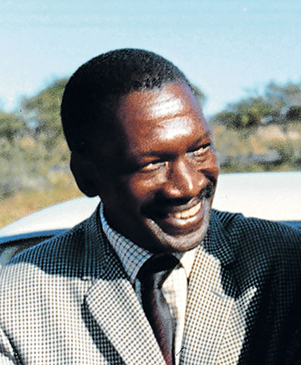

Robert Mangaliso Sobukwe (ur. 1924, zm. 1978) - południowoafrykański polityk.
Początkowo działał w ANC. Stał na czele radykalnej grupy działaczy, która występowała przeciwko Karcie Wolności, twierdząc, że stanowi ona zaprzeczenie idei nacjonalizmu afrykańskiego. W kwietniu 1959 stanął na czele Kongresu Panafrykańskiego (PAC). Zyskał znaczną popularność dzięki zdecydowanym akcjom skierowanym przeciwko apartheidowi. Więziony, następnie objęty zakazem przemieszczania.